# Kutlug-Tepe
Koordinaten: 37° 5′ 0″ N, 66° 43′ 0″ O
Kutlug-Tepe ist eine archäologische Ausgrabungsstätte im Norden von Afghanistan, im antiken Baktrien.
Bei Kutlug-Tepe handelt es sich um eine Befestigung aus der Mitte des ersten Jahrtausends v. Chr. zu der Zeit als Baktrien Provinz des Achämenidenreiches war. Die Befestigung fand sich etwa einen Kilometer entfernt von den Resten einer Siedlung. Kutlug-Tepe besteht aus einem etwa 40 × 40 Meter großen und ungefähr 4 Meter hohen Hügel, in dem die Reste der Befestigung zu Tage kamen. Der Bau war rund und hatte drei Außenmauern, deren Zwischenräume zwei Galerien oder Gänge bildeten. Die Mauern hatten Öffnungen zur Beleuchtung der Galerien und waren wahrscheinlich einst überwölbt. Nur bei den beiden inneren Mauern ist jeweils ein Durchgang gefunden worden. An der Ostseite der Außenmauer gab es einen gerundeten Turm an der Ostseite. Im Inneren der Anlage befand sich ein runder Hof, in dem ein rechteckiges Gebäude stand. Dieser Bau ist nur schlecht erhalten, enthielt aber einen Altar. Dies mag andeuten, dass es sich bei der ganzen Anlage um einen Tempel und nicht um eine Festung handelte.